# Venas superficiales del cerebro
Las venas cerebrales superficiales (TA: venae superficiales cerebri) son las venas que drenan la sangre de las superficies de los hemisferios cerebrales. Son tres venas principales junto con sus tributarias:
- la vena cerebral superficial superior;[1]
- la vena cerebral superficial media;[1]
- la vena cerebral superficial inferior.[1]

Incluyen a las venas cerebrales superiores.